# Rōka wa Hashiru na!
Singles
1. Hatsukoi Dash / Aoi Mirai
Sortie : 28 janvier 2009
2. Yaruki Hanabi
Sortie : 22 avril 2009
3. Kanpeki Gu~none
Sortie : 11 novembre 2009
4. AkKanbe Bashi
Sortie : 17 mars 2010
5. Seishun no Flag
Sortie : 30 juin 2010
6. Gyu
Sortie : 1er septembre 2010

Rōka wa Hashiru na! (廊下は走るな!) est le premier album studio du groupe féminin japonais Watarirōka Hashiritai.
Il est cependant le seul album original du groupe.

## Présentation
Il sort le 13 octobre 2010 et atteint la 4e place des classements hebdomadaires de l'Oricon Weelky Chart. Il est disponible en 2 sortes d'éditions: une édition régulière avec un CD seulement et 2 éditions limitées avec un CD plus un DVD, de type A et B.
Il comprend les six premiers singles sortis auparavant. C'est aussi le premier et seul album avec Natsumi Hirajima qui a quitté le groupe et celui d'AKB48 deux ans plus tard et aussi sans les prochaines membres Mika Komori, Misaki Iwasa et Kazumi Urano, elle, qui a été auparavant membre d'SDN48.

## Membres
- Mayu Watanabe
- Aika Ōta
- Haruka Nakagawa
- Natsumi Hirajima
- Ayaka Kikuchi

## Liste des titres
| 1.  | Neko Damashi (猫だまし)            |                       | 3:55 |
| 2.  | Hatsukoi Dash (初恋ダッシュ)       | 1er single            | 3:35 |
| 3.  | Kanpeki Gu~none (完璧ぐ～のね)     | 3e single             | 4:03 |
| 4.  | Doji (ドジ)                        |                       | 4:25 |
| 5.  | Aoi Mirai (青い未来)               | face B du 1er single  | 4:05 |
| 6.  | AkKanbe Bashi (アッカンベー橋)     | 4e single             | 3:00 |
| 7.  | Kossetsu Romance (骨折ロマンス)    |                       | 3:41 |
| 8.  | Mayu no Tame ni (麻友のために)     | Mayu Watanabe en solo |      |
| 9.  | Gyu (ギュッ)                       | 6e single             | 3:45 |
| 10. | Yaruki Hanabi (やる気花火)         | 2e single             | 4:23 |
| 11. | Hiiragi no Tsuugakuro (柊の通学路) |                       | 3:56 |
| 12. | Seishun no Flag (青春のフラッグ)   | 5e single             | 4:42 |